# 利斯尼赫利比欽
48°40′52″N 24°55′27″E / 48.68111°N 24.92417°E
利斯尼赫利比欽（烏克蘭語：Лісний Хлібичин），是烏克蘭的村落，位於該國西部伊萬諾-弗蘭科夫斯克州，由科洛梅亞區負責管轄，面積19.2平方公里，2024年人口2,268，人口密度每平方公里123.6人。